# Бакли, Донал
Даниэль Ричард (Донал) Бакли (ирл. Domhnall Ua Buachalla, англ. Daniel Richard (Donal) Buckley; 5 февраля 1866, Мейнут, Ленстер — 30 октября 1963, Дублин) — ирландский политик, член первого парламента Ирландии (First Dáil), третий и последний генерал-губернатор Ирландского Свободного государства, позже член Государственного Совета.

## Ранние годы
Донал Бакли родом из Мейнута, графство Килдэр, где он владел бакалейным и велосипедным магазинами и пабом.  Донал был активистом движения за ирландский язык и членом социальной и культурной организации Conradh na Gaeilge, которая продвигает ирландский язык в Ирландии и во всем мире. В 1907 году Бакли был арестован и его продукты были конфискованы, когда он отказался заплатить штраф за то, что его продуктовый фургон имеет надпись Domhnall Ua Buachalla (его имя на ирландском языке), тогда как британское законодательство требовало, чтобы продуктовые фургоны имели надписи только на английском языке.

## 1916 - 1932
Донал был членом Ирландских добровольцев и в начале Пасхального восстания 1916 года он прошел 26 километров до Дублина, чтобы принять участие в сражениях. За это был заключен в тюрьму во время последовавших массовых арестов и освобожден в 1917 году. Как и многие выжившие, он присоединился к Шинн Фейн, небольшой сепаратистской партии, которую британское правительство ошибочно обвинило в Пасхальном восстании. После восстания выжившие под предводительством Имона де Валеры возглавили партию в борьбе за создание Ирландской Республики. Бакли был избран депутатом от Шинн Фейн от Северного  Килдэра на всеобщих выборах 1918 года. Донал служил в первом парламенте Ирландии (First Dáil)  в 1918-1921 годах и был переизбран во второй парламент в 1921 году в качестве Teachta Dála, члена Нижней палаты парламента Ирландии от Килдэр–Виклоу. Принял  сторону Де Валеры и выступил против англо-ирландского договора. Донал воевал в главном здании судов Ирландии (Здание четырёх судов), расположенном на набережной Иннс в Дублине, во время Гражданской войны. Позже был заключен в тюрьму Дандолка и был освобожден согласно договору в августе 1922. Бакли потерял свое место в парламенте на всеобщих выборах 1922 года и потерпел неудачу на всеобщих выборах 1923.

## Генерал-губернатор Ирландии
Бакли присоединился к правоцентристской либерально-консервативной политической партией в Ирландии Fianna Fáil после ее основания в 1926 году и был избран от данной партии в Нижнюю палату парламента Ирландии от избирательного округа Килдэр на всеобщих выборах в июне 1927 года и потерял это место на всеобщих выборах 1932 года, которые выиграла Fianna Fáil. Имон де Валера избрал его генерал-губернатором Ирландского Свободного государства после отставки Джеймса Макнейла в ноябре 1932 года.

## Инструкция быть сдержанным
Имон де Валера дал четкое указание Бакли на посту генерал-губернатора держаться политики сдерживания, а не выполнять общественные обязательства, что было частью политики де Валера. Это сделало бы кабинет бесполезным, сведя его к невидимости. Несмотря на то, что Донал продолжал получать королевское согласие на принятие законов, собирать и распускать парламент и выполнять другие официальные обязанности, он отклонил все публичные приглашения и оставался невидимым, как советовало его правительство. На самом деле в период его пребывания в должности он выполнил только одну общественную функцию: получение от имени короля Георга V полномочий французского посла в зале Совета правительственного здания в 1933 году. Однако де Валера впоследствии эту обязанность перевел от генерал-губернатора к своей собственной должности Председателя Исполнительного совета. Вместо вручения верительных грамот Бакли, глава дипломатической миссии США, Уильям Уоллас Макдауэлл представился де Валера. Одним из немногих других случаев, когда Донал был упомянут публично, случился после смерти короля Георга V в январе 1936 года, когда он должен был ответить на соболезнования, посланные ирландскому народу президентом Соединенных Штатов Франклином Д. Рузвельтом и Государственным секретарем Соединенных Штатов Корделлом Халлом.
По указанию де Валера, Бакли не проживал в официальной резиденции генерал-губернатора Viceregal Lodge (ныне называемой Áras an Uachtaráin, резиденции президента Ирландии). Вместо этого, для его пребывания был арендован дом в Монкстауне, за пределами Дублина. Официальный английский титул «генерал-губернатор» был в значительной степени заменен официальным ирландским титулом «Seanascal» или его прямым переводом «Seneschal»; однако «генерал-губернатор» оставался правовой формой, используемой в официальных англоязычных документах и прокламациях. Донал отказался от £10,000, причитавшихся ему в качестве зарплаты генерал-губернатора, ограничившись £2,000.

## Ссора с де Валера
В декабре 1936 года Бакли поссорился с Де Валера из-за способа его выхода из состава кабинета. Де Валера стремился использовать кризис возникший после отречения от престола короля Эдуарда VIII, для внесения поправок в Конституцию Ирландского Свободного государства с целью упразднения королевской власти и канцелярии генерал-губернатора. После этого он столкнулся с угрозой судебного разбирательства по делу Бакли, который был оставлен лично ответственным за сохранившуюся на один год дорогостоящую аренду его резиденции, после внезапного упразднения его кабинета. В реальности, за период между 1933 и декабрем 1936 года, ирландское правительство покрыло Доналу расходы, из которых он заплатил арендную плату резиденции, которая была выбрана для него.
Однако с декабря 1936 года правительство настаивало на том, что оно не несет ответственности за оплату проживания. Бакли в 1932 году по совету де Валеры, арендовал резиденцию на полных пять лет, что было ожидаемый сроком его полномочий. Оставался еще один год аренды здания, которое он не мог себе позволить и в котором у него не было необходимости, поскольку он уже не был генерал-губернатором. В конце концов, де Валера был вынужден предоставить Доналу большую пенсию и оплатить непогашенную арендную плату и расходы, чтобы остановить потенциально неловкое судебное дело. Бакли присутствовал на инаугурации первого президента Ирландии Дугласа Хайда в Дублинском замке в июне 1938 года.

## Назначение в Государственный совет и последующие годы
Бакли и де Валера воссоединились в качестве политических партнеров в 1959 году, когда де Валера был избран президентом Ирландии. В качестве символического акта извинения Имон назначил Донала в свой консультативный совет государства. Тем не менее, Бакли вернулся в Мейнут, чтобы продолжить работу в семейном магазине, который был открыт в 1853 году.
Донал Бакли умер в возрасте 97 лет в доме престарелых в Дублине. Ему были устроены государственные похороны на кладбище Ларагбрян в Мейнуте, надгробную речь произнес президент Имон де Валера.
Магазин Бакли был закрыт в октябре 2005 года. Дорога, проходящая рядом с этим магазином, названа в честь Донала (хотя в английском варианте звучит как "Buckley's Lane"). Здание было снесено, но часть фасада сохранилась, а само здание носит название "Buckley House".